# ISO/IEC 14443
ISO/IEC 14443, zavedená jako ČSN ISO/IEC 14443, Identifikační karty - Bezkontaktní karty s integrovanými obvody - Karty s vazbou na blízko (Identification cards — Contactless integrated circuit cards — Proximity cards) . Jde o soubor mezinárodních norem, které jsou spravovány společně mezinárodními normalizačními organizacemi ISO (International Organization for Standardization) a IEC (International Electrotechnical Commission).
O tyto normy pečuje Společná technická komise JTC 1 (JTC) 1 / Subkomise SC 17, Karty a bezpečnostní zařízení pro osobní identifikaci.
Jelikož příslušný integrovaný obvod může být zabudován do "libovolného" objektu, mění se od roku 2019 společný název souboru na: Karty a bezpečnostní zařízení pro osobní identifikaci - Bezkontaktní objekty s vazbou na blízko (Cards and security devices for personal identification — Contactless proximity objects).
Dále jsou popsány jednotlivé části tohoto souboru norem.
Poznámka: Úvodní stránky jednotlivých částí souboru (preview resp. info-verze) jsou volně dostupné na webových stránkách ISO (www.iso.org) resp. IEC (www.iec.ch). Např. info-verze k normě ISO/IEC 14443-1 má označení "info_isoiec14443-1_2018.pdf". Obdobně lze získat náhled normy ČSN ISO/IEC 14443-1 na stránkách Agentury ČAS (https://agentura-cas.cz)

## Část 1: Fyzikální charakteristiky
Tento dokument definuje fyzikální charakteristiky karet s vazbou na blízko (PICC).
Předpokládá se, dokument bude používán spolu s dalšími částmi ISO/IEC 14443.

## Část 2: Radiofrekvenční výkonové rozhraní a signálové rozhraní
Tento dokument specifikuje charakteristiky polí poskytovaných pro dodávání výkonu a pro obousměrnou komunikaci mezi vazebními zařízeními pro vazbu na blízko (PCD) a kartami nebo objekty pro vazbu na blízko (PICC). Tento dokument nespecifikuje prostředky pro generování vazebních polí ani prostředky pro dodržení
předpisů pro elektromagnetické záření a pro expozici člověka elektromagnetickému záření. Tyto předpisy se
mohou měnit v jednotlivých zemích.

## Část 3: Inicializace a antikolize
Tento dokument popisuje:
- volbu karet nebo objektů s vazbou na blízko (PICC), které vstupují do pole zařízení pro vazbu na blízko (PCD);
- formát bytu, rámce a časování použité v průběhu inicializační fáze komunikace mezi zařízeními PCD a kartami a objekty PICC;
- obsah počátečního příkazu Request a odpovědí na příkaz Request;
- metody detekce a komunikace s jednou kartou PICC mezi několika kartami PICC (antikolize);
- další parametry požadované pro inicializaci komunikace mezi PICC a PCD;
- volitelné prostředky pro usnadnění a urychlení výběru jedné PICC mezi několika PICC, založené na aplikačních kritériích;
- volitelná schopnost pro povolení zařízení pro změnu mezi funkcemi PICC a PCD pro komunikaci s PCD nebo PICC. Zařízení, které implementuje tuto schopnost se označuje PXD.

## Část 4: Protokol přenosu
Tento dokument specifikuje poloduplexní přenosový protokol po blocích, který respektuje speciální
potřeby bezkontaktního prostředí a definuje aktivační a deaktivační posloupnosti protokolu.
Tento dokument musí být používán spolu s dalšími částmi ISO/IEC 14443 a je použitelný pro karty nebo objekty s vazbou na blízko typu A a typu B.

## Významné implementace
- EMV - bezkontaktní platební karty - PayPass, Visa payWave, ExpressPay
- Near Field Communication - částečně kompatibilní s ISO/IEC 14443